# Cyrtopodium blanchetii
Cyrtopodium blanchetii är en orkidéart som beskrevs av Heinrich Gustav Reichenbach. Cyrtopodium blanchetii ingår i släktet Cyrtopodium, och familjen orkidéer. Inga underarter finns listade i Catalogue of Life.

## Bildgalleri

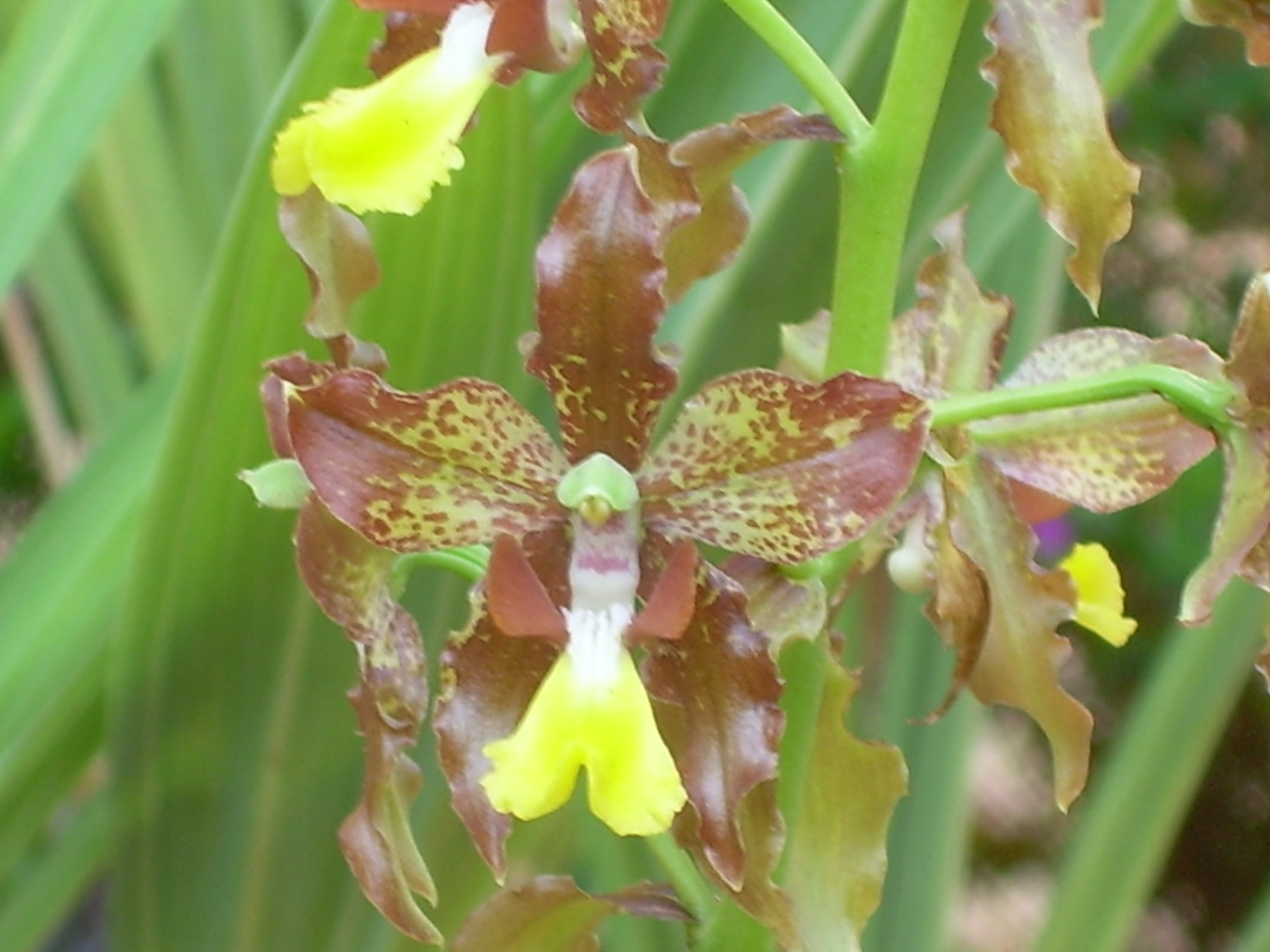